# فهرست وابسته‌های دیپلماتیک در گواتمالا
این لیست نمایندگی‌های دیپلماتیک در گواتمالا است. در حال حاضر 37 سفارت در شهر گواتمالا وجود دارد.

## سفارت
- آلمان
- ایالات متحده آمریکا
- بریتانیا
- آرژانتین
- اسپانیا
- پرو
- برزیل
- بلیز
- کانادا
- شیلی
- تایوان
- کاستاریکا
- کلمبیا
- کوبا
- جمهوری دومینیکن
- مصر
- اکوادور
- السالوادور
- فرانسه
- سریر مقدس
- هندوراس
- ایتالیا
- هند
- اسرائیل
- ژاپن
- مکزیک
- مراکش
- نیکاراگوئه
- پاناما
- روسیه
- کره جنوبی
- شوالیه‌های مالت
- سوئیس
- سوئد
- ترکیه
- اروگوئه
- ونزوئلا

## کنسولگری ها و سایر نمایندگی ها
- مکزیک (کنسولگری در کویتزالتنانگو و آیوتلا / تکون عمان)
- اتریش (دفتر سفارت در مکزیکو سیتی)
- اتحادیه اروپا

```
(نمایندگی سازمان)
```

## نمایندگی های دیپلماتیک غیر مقیم
اگر نام شهرها ذکر نشده باشد ، شهر محل اقامت مکزیکوسیتی است
- امارات متحده عربی
- استرالیا
- اردن
- اتریش
- الجزایر
- عربستان سعودی
- افغانستان (واشینگتن، دی.سی.)
- بنگلادش
- بحرین (واشینگتن، دی.سی.)
- پاکستان
- چین (نمایندگی دیپلماتیک غیررسمی چون گواتمالا رابطه رسمی با جمهوری خلق چین ندارد)
- جمهوری آفریقای مرکزی (واشینگتن، دی.سی.)
- چاد (واشینگتن، دی.سی.)
- قبرس
- کامبوج (هاوانا)
- کومور (شهر نیویورک)
- دانمارک
- دومینیکا (واشینگتن، دی.سی.)
- اریتره (شهر نیویورک)
- اتیوپی (هاوانا)
- فیلیپین
- فنلاند
- گینه (هاوانا)
- گینه استوایی (هاوانا)
- غنا (شهر نیویورک)
- یونان
- هائیتی
- مجارستان
- اندونزی
- ایران
- عراق
- جامائیکا
- کویت
- کنیا (شهر نیویورک)
- قرقیزستان (واشینگتن، دی.سی.)
- لیبی
- لائوس (هاوانا)
- لسوتو (شهر نیویورک)
- لبنان
- مالی (هاوانا)
- مالدیو (شهر نیویورک)
- موریس (واشینگتن، دی.سی.)
- مالزی
- جزایر مارشال (شهر نیویورک)
- نروژ
- هلند
- عمان (واشینگتن، دی.سی.)
- پرتغال
- فلسطین (ماناگوا)
- لهستان
- سوریه (هاوانا)
- سیرالئون (شهر نیویورک)
- سائوتومه و پرنسیپ (شهر نیویورک)
- سیشل (شهر نیویورک)
- سودان (واشینگتن، دی.سی.)
- اسواتینی (شهر نیویورک)
- سومالی (شهر نیویورک)
- سودان جنوبی (شهر نیویورک)
- تایلند
- توگو (واشینگتن، دی.سی.)
- ترکمنستان (واشینگتن، دی.سی.)
- تونس (واشینگتن، دی.سی.)
- تاجیکستان (واشینگتن، دی.سی.)
- اوکراین
- اوگاندا (واشینگتن، دی.سی.)
- ازبکستان
- ویتنام
- یمن (شهر نیویورک)
- زیمبابوه (واشینگتن، دی.سی.)
- زامبیا (واشینگتن، دی.سی.)